# Татаупа короткодзьобий
Татаупа короткодзьобий (Crypturellus brevirostris) — вид птахів родини тинамових (Tinamidae).

## Поширення
Вид поширений на півночі Бразилії та у Французькій Гвіані, а також є невеликі локалітети на півдні Гаяни, сході Перу та Колумбії. Мешкає у тропічних низовинних вологих лісах на висоті до 500 м над рівнем моря.

## Опис
Птах завдовжки від 27 до 29 см. Верхня частина чорно-біла, горло біле, груди яскраво-руді, черево біле, а боки чорні. Верхівка голови каштанового кольору. Ноги жовтувато-сірого кольору.

## Спосіб життя
Харчується переважно плодами, які збирає на землі та в низьких кущах. Він також харчується дрібними безхребетними, квітковими бруньками, молодим листям, насінням та корінням. Гніздо облаштовує на землі серед густої рослинності. Самці відповідають за інкубацію яєць, які можуть бути від кількох самиць. Також самці доглядають за пташенятами доки вони не стануть самостійними, зазвичай на 2-3 тижні.